# Dual (électronique)
Dual est une marque de matériel électronique et multimédia originaire d'Allemagne. Propriété du Coréen Namsung Electronics depuis 2002, son nouveau siège se trouve en Floride sous la désignation Dual Electronics, nom commercial de la filiale américaine Namsung America Inc.

## Histoire
En 1907 deux frères allemands, Josef et Christian Steidinger, fondent à Sankt Georgen en Forêt-Noire l'entreprise Gebrüder Steidinger, Fabrik für Feinmechanik ; Steidinger Frères, Mécanique de précision. Mais de nombreux désaccords mettront un terme à leur association, de sorte qu'en 1911 Christian Steidinger dirige seul avec quelques employés l'entreprise qui produira des composants de gramophone puis le mécanisme à ressort complet.
Son nom actuel, Dual, vient d'une invention de l'ingénieur Emil Knecht commercialisée en 1927 ; un mécanisme dual d'entraînement du disque combinant un moteur électrique et un moteur à ressort. Ce dispositif permettait d'utiliser l'appareil n'importe où. Dans les années 1930 les gramophones entièrement électriques apparaîtront grâce à l'ingénieur Hermann Papst, préfigurant les futurs tourne-disques. Dual introduira également sur le marché des lecteurs de cassette audio et vidéo, des lecteurs de disque laser, des amplis et autres appareils Hi-Fi jusque dans les années 1990. En 1993 la production des platines est cédée à Alfred Fehrenbacher GmbH et DGC GmbH, qui assemblent encore les tourne-disques à l'usine originelle de Sankt Georgen.
Dual France, en redressement judiciaire dès 2002, fut mise en liquidation en 2008. Le Coréen Namsung Electronics rachètera la marque et les brevets dès 2002, et fera de Dual la marque de Namsung America, son activité aux États-Unis. En 2010 Namsung investira le marché européen, dont la France, en utilisant également la marque Dual.

## Produits

### Récents
- Amplis Dual séries XIA, XPA et XPE.
- Auto-radios analogiques/numériques, radios marines, chaînes Hi-Fi sans fils.
- Lecteurs DVD intégrés.
- Navigateurs GPS intégrés ou portatifs.
- Décodeurs TNT.
- Enceintes acoustiques normales ou intégrées.
- Platines rétro.

Tablette
Casque audio

### Anciens
- Platine Dual 701 (1973)[2]
- Platine à cassette C288 (1981)[3]

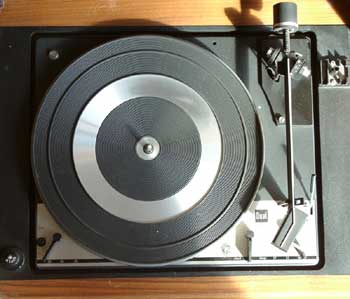
Platine 1215 (1970)
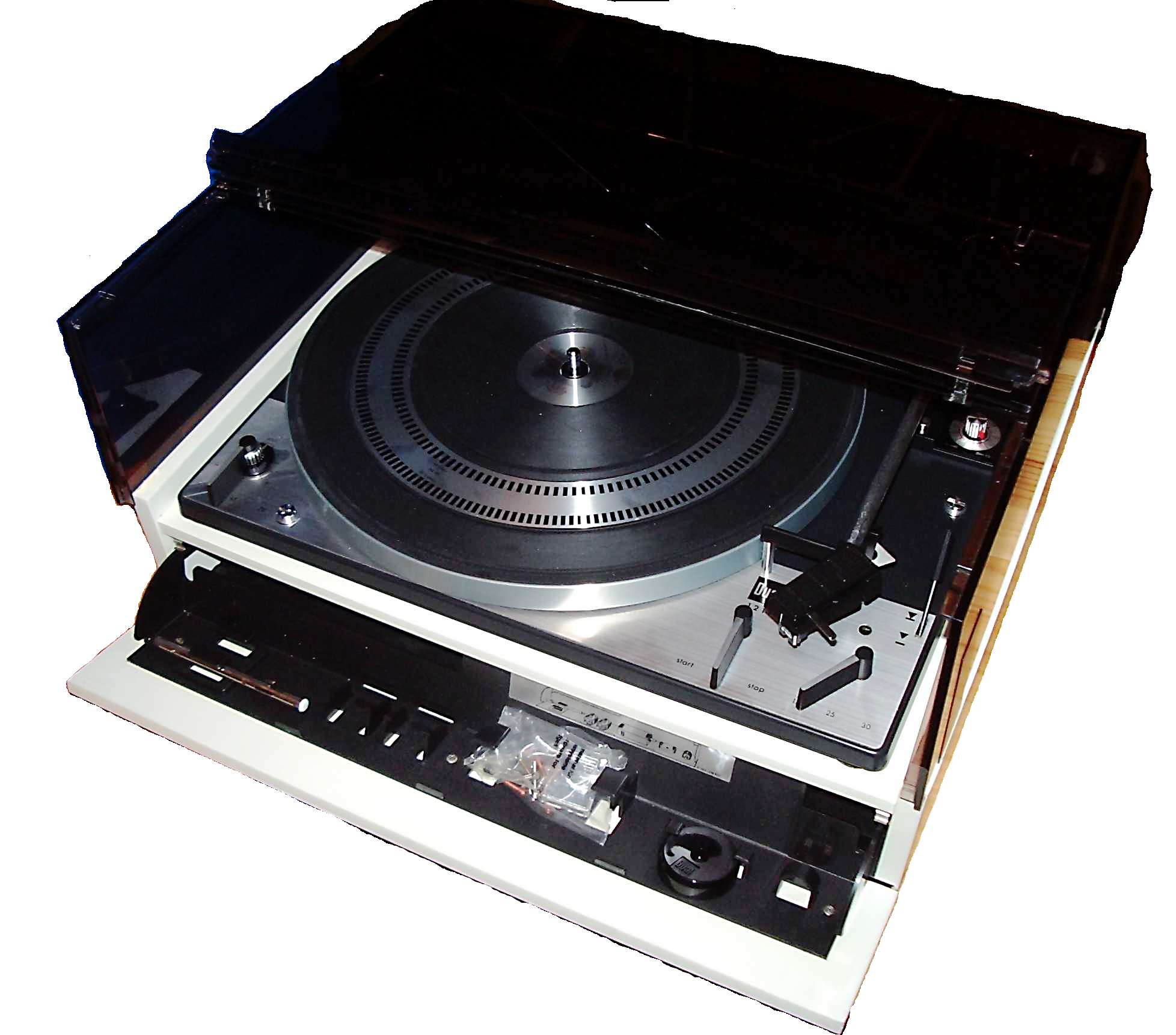
Platine Dual 1219 (1971)
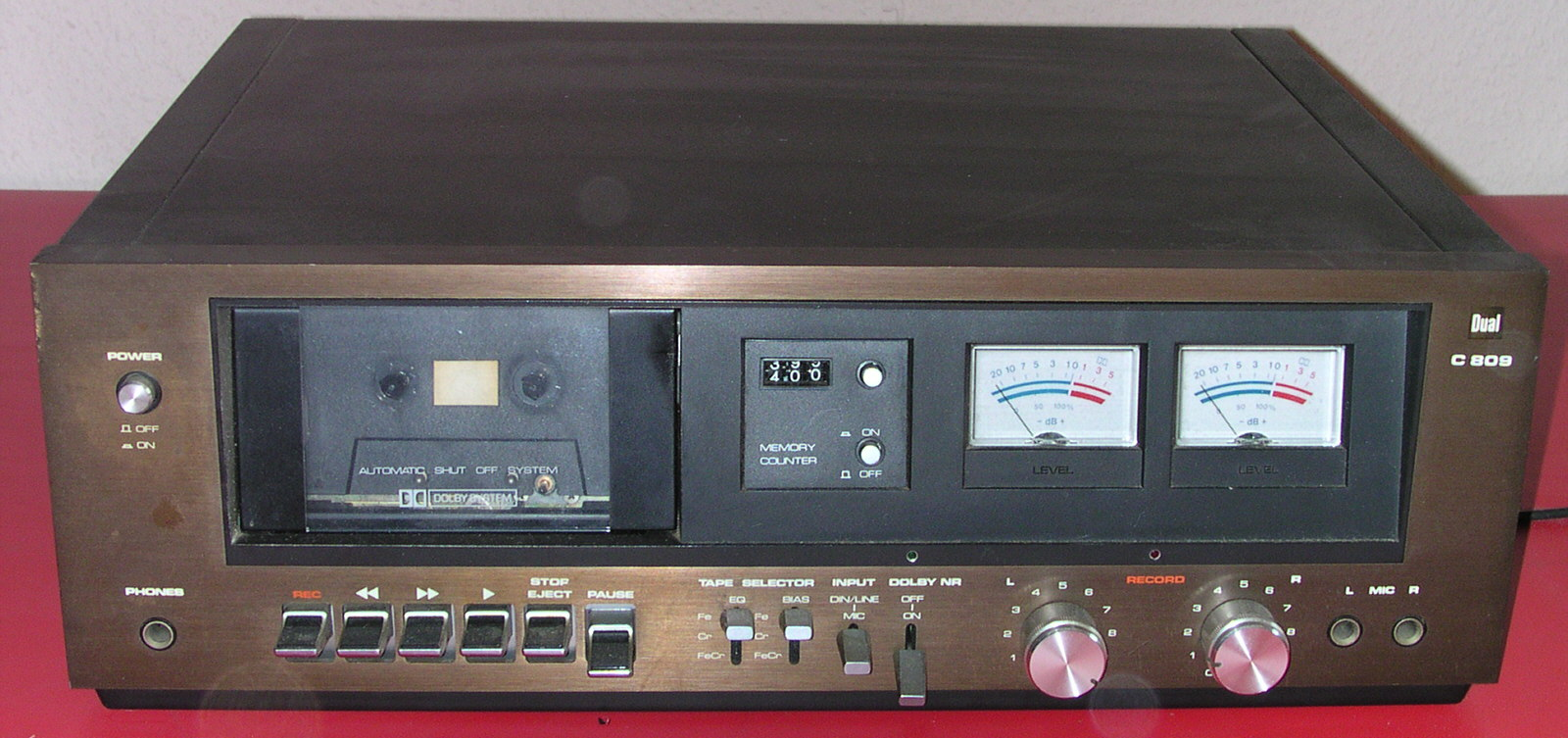
Lecteur cassette C809 (1979)